# San Antonio del Coyote
San Antonio del Coyote är en ort i Mexiko.   Den ligger i kommunen Matamoros och delstaten Coahuila, i den centrala delen av landet, 800 km nordväst om huvudstaden Mexico City. San Antonio del Coyote ligger 1 118 meter över havet och antalet invånare är 9 653.
Terrängen runt San Antonio del Coyote är platt åt nordväst, men åt sydost är den kuperad. Runt San Antonio del Coyote är det ganska tätbefolkat, med 129 invånare per kvadratkilometer. Närmaste större samhälle är Matamoros, 19,4 km söder om San Antonio del Coyote. Trakten runt San Antonio del Coyote består till största delen av jordbruksmark.